# Carlo Casap
Carlo Casap (n. 29 decembrie 1998, Timișoara, România) este un fotbalist român, care joacă pe post de mijlocaș la FCV Farul în SuperLiga României. Pe plan internațional, are prezențe la națională pentru România Sub-21 și România Sub-17.